# Manoir des Maires
Le manoir des Maires ou manoir Desmaires est une demeure, probablement du début du XVIe siècle, remaniée au XVIIe siècle, qui se dresse sur le territoire de la commune française de Saint-Sauveur-le-Vicomte, dans le département de la Manche, en région Normandie.

## Localisation
Le manoir est situé au no 52 route de Selsoif à Saint-Sauveur-le-Vicomte et à 2,5 kilomètres au sud du château médiéval, dans le département français de la Manche.

## Historique
Jean II Desmaires (v. 1501 - v. 1591), écuyer, obtient par charte du décembre 1577 du roi Henri III l'érection en sa faveur des fiefs des Maires par l'union de plusieurs aînesses et vavasseuries, du bois de Hautmesnil, avec les « héritages aux tènements de Vaupépin, la Perruque, le moulin et les terres de Neuville, les herbages et prairies de Valaunay » et le manoir seigneurial de l'Aulnay (le Val Launay).
Ce nouveau fief, pour lequel Jean II rend aveu en 1562, est assis sur la paroisse de Saint-Sauveur et s'étend « aux paroisses de Sellesouef, Hautmesnil, Catheville ety Saint-Sauveur-de-Pierrepont, auquel fief il y a manoir seigneurial, chapelle [dédiée à Saint-jean], coulombiers à pigeons, moulins, rivière courante appelée la Sanxuière ».
En 1571, Vincent Ier Des Maires († 1593), conseiller du roi, bailli et capitaine de Saint-Sauveur-le-Vicomte, épousa Élisabeth du Saussey, fille de Léobin du Saussey, seigneur de Barneville, et de Guillemette Le Sens. En 1593, elle se trouva veuve avec la charge de sept enfants se vit accorder le 4 mai la jouissance en intégralité du bien et revenu du dit défunt.
Par contrat du 12 novembre 1673, Marie-Marguerite Desmaires († 1735), fille de défunt Jean-François Desmaires, bailli de Saint-Sauveur-le-Vicomte, seigneur des Maires et du Quesnoy, épouse Jacques III d'Harcourt, comte d'Olonde. Marie-Marguerite, sœur de Gaspard Desmaires (v. 1644-1698), dernier de la branche de Saint-Sauveur-le-Vicomte, fait ainsi passer le manoir des Maires et les fermes des Bréholles et du Valpépin, dans l'apanage des Harcourt d'Olonde.
Au XXe siècle, les propriétaires des manoirs des Maires et des Bréholles, Madeleine d'Harcourt (1892-1962), et son époux Charles Armand de Gontaut-Biron, sans enfants, adoptent Bernadette Emé de Marcieu qui épousera Robert de la Rochefoucauld.
En 1964, le manoir des Maires est vendu, et en 1995, les fermiers du manoir depuis 1905, la famille Oheix, en deviennent propriétaire.

## Description
Le manoir des Maires se présente sous la forme d'un logis qui pourrait dater du XVIe siècle, mais très profondément remanié depuis, avec des bâtiments de communs, sur trois de ses côtés, qui s'ordonnent autour d'une vaste cour fermée.
Le portail d'entrée de style Renaissance classique, avec porte charretière et porte piétonne, qui présente quelques analogies avec celui du manoir de Ponthergé à Carentan, restauré en 2001, en est la partie la plus ancienne.
Il est décoré par trois pilastres terminés par des chapiteaux corinthiens supportant un entablement d'une frise de rinceaux sculpté dans le même style.
La porte piétonne en arc en plein cintre est surmontée d'un écu retourné, pointe en haut, entouré d'une couronne végétale, et sur lequel figure les armes de la famille du Saussey : d'argent semé d'hermines au sautoir de gueules. Au-dessus, la pierre en forme de trapèze isocèle devait probablement porter les armes, aujourd'hui bûchées, des Desmaires : coupé de sable et de gueules à la fasce ondée d'argent, brochant sur la partition et surmontée de trois annelets du même.
Les communs datés du début du XVIe siècle, qui s'éclairent par de petits jours avec piédroits et linteaux chanfreinés, ont des portes en arc en plein cintre et une à linteau en accolade surmontée de trois écus sans armoiries.